# 215809 Hugoschwarz
215809 Hugoschwarz è un asteroide della fascia principale. Scoperto nel 2004, presenta un'orbita caratterizzata da un semiasse maggiore pari a 2,4496628 UA e da un'eccentricità di 0,1955918, inclinata di 1,52770° rispetto all'eclittica.
L'asteroide è dedicato all'astronomo olandese Hugo Schwarz.